# سالی به درازای زندگی
سالی به درازای زندگی (روسی: Год как жизнь) یا سالی به درازای یک عمر، یک فیلم درام روسی به کارگردانی گریگوری روشال است که در سال ۱۹۶۶ منتشر شد.

## بازیگران
- ایگور کواشا
- آندری میرنف
- لئونید پارخامنکو
- آناتولی سولوویوف
- الکسی الکسیوف